# Слобозия-Реча
Слобозия-Реча (рум. Slobozia-Recea) — село в Рышканском районе Молдавии. Наряду с селами Реча и Свердиак входит в состав коммуны Реча.

## География
Село расположено на высоте 136 метров над уровнем моря.

## Население
По данным переписи населения 2004 года, в селе Слобозия-Реча проживает 78 человек (34 мужчины, 44 женщины).
Этнический состав села:
| Национальность | Число жителей | Процентный состав |
| -------------- | ------------- | ----------------- |
| молдаване      | 126           | 161.54            |
| украинцы       | 24            | 30.77             |
| русские        | 8             | 10.26             |
| прочие         | 2             | 2.56              |
| Всего          | 78            | 100%              |